# Martin-Léonard Bakole wa Ilunga
Martin-Léonard Bakole wa Ilunga (* 24. April 1920 in Ilebo, Belgisch Kongo; † 3. Februar 2000) war ein kongolesischer Geistlicher und römisch-katholischer Erzbischof von Kananga.

## Leben
Martin-Léonard Bakole wa Ilunga empfing am 19. März 1953 das Sakrament der Priesterweihe.
Am 21. Juni 1966 ernannte ihn Papst Paul VI. zum Titularbischof von Sullectum und zum Weihbischof in Luluabourg. Der Erzbischof von Luluabourg, Bernard Mels CICM, spendete ihm am 18. September desselben Jahres die Bischofsweihe; Mitkonsekratoren waren der Erzbischof von Yaoundé, Jean Zoa, und der Erzbischof von Kinshasa, Joseph-Albert Malula.
Papst Paul VI. ernannte ihn am 26. September 1967 zum Erzbischof von Luluabourg (später: Kananga). Am 3. März 1997 nahm Papst Johannes Paul II. das von Martin-Léonard Bakole wa Ilunga aus Altersgründen vorgebrachte Rücktrittsgesuch an.